# Межеєво (Вармінсько-Мазурське воєводство)
Межеєво (пол. Mierzejewo, нім. Mnierczeiewen; 1938-45: Mertenau) — село в Польщі, у гміні Мронгово Мронґовського повіту Вармінсько-Мазурського воєводства.
Населення — 94 особи (2011).

## Демографія
Демографічна структура станом на 31 березня 2011 року:
|          | Загалом | Допрацездатний вік | Працездатний вік | Постпрацездатний вік |
| -------- | ------- | ------------------ | ---------------- | -------------------- |
| Чоловіки | 44      | 12                 | 28               | 4                    |
| Жінки    | 50      | 9                  | 32               | 9                    |
| Разом    | 94      | 21                 | 60               | 13                   |